# Ramiro Pez
Pour les articles homonymes, voir Pez (homonymie).
Pas d'image ? Cliquez ici

a Compétitions nationales et continentales officielles uniquement.

b Matchs officiels uniquement.
Dernière mise à jour le 6 septembre 2018.
Ramiro Pez, né le 6 décembre 1978 à Córdoba (Argentine), est un joueur international italien de rugby à XV, évoluant au poste de demi d'ouverture (1,77 m pour 86 kg).

## Carrière

### En club
Né et formé et Argentine, Ramiro Pez a joué 10 ans en Europe, où il est devenu international avec l'équipe d'Italie. Il rentre en Argentine en 2009, et termine sa carrière avec son club formateur de La Tablada en 2014. Il rechausse brièvement les crampons en 2016, toujours avec La Tablada.

### En équipe nationale
Il a honoré sa première cape internationale en équipe d'Italie le 8 juillet 2000 à Apia par une défaite 43-24 contre l'équipe des Samoa.

## Palmarès

### En club
- Champion d'Italie: 2000.

### En équipe nationale
- 40 sélections de 2000 à 2007.
- 4 essais, 33 transformations, 52 pénalités, 6 drop-goals (260 points).
- Sélections par année : 5 en 2000, 1 en 2001, 4 en 2002, 6 en 2003, 5 en 2005, 11 en 2006, 8 en 2007.
- Tournois des Six Nations disputés : 2001, 2002, 2003, 2006, 2007.

En coupe du monde :
- 2007 : 2 sélections (Roumanie, Écosse), 3 pénalités, 1 transformation (contre la Roumanie).